# قائمة البعثات الدبلوماسية في فنلندا

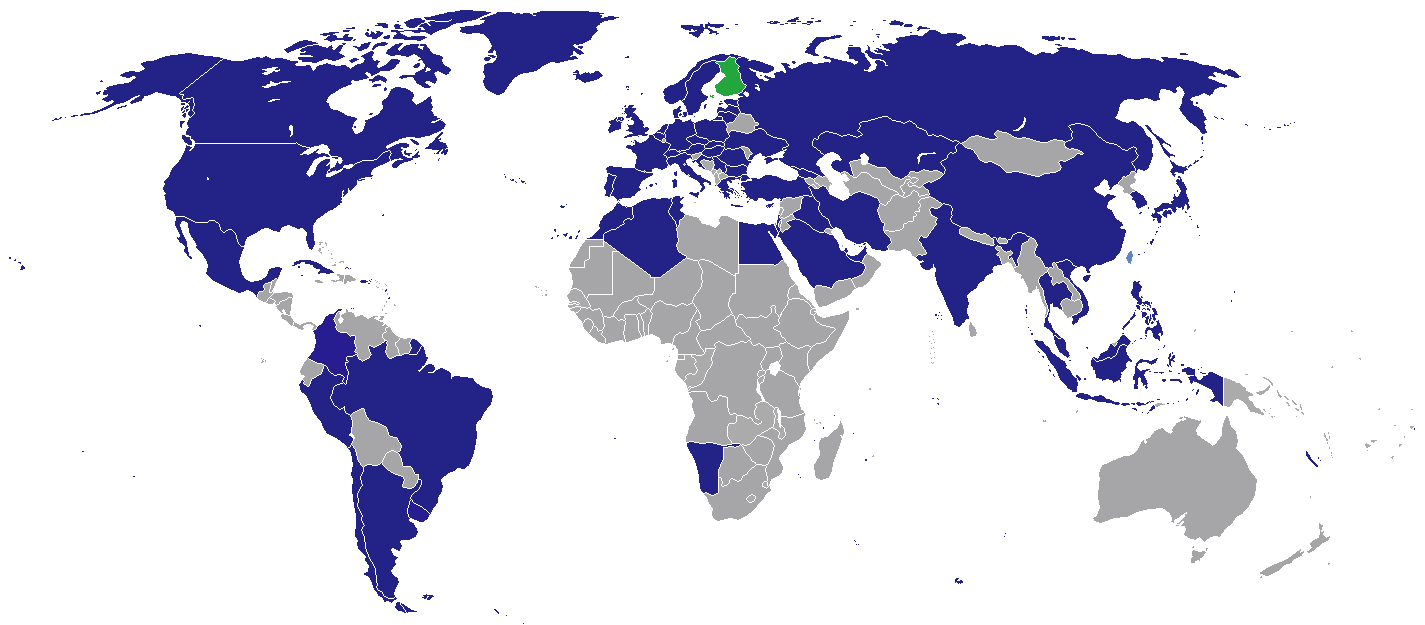
خريطة البعثات الدبلوماسية في فنلندا

تسرد هذه المقالة البعثات الدبلوماسية الموجودة في فنلندا. في الوقت الحاضر، تستضيف العاصمة هلسنكي 62 سفارة. تعتمد عدة دول أخرى سفراء من عواصم إقليمية أخرى، مثل أوسلو وستوكهولم ولندن وباريس وبرلين وبروكسل وكوبنهاغن وموسكو.  القنصليات الفخرية مستثناة من هذه القائمة.

## السفارات فيهلسنكي[2]
- الجزائر
- الأرجنتين
- النمسا
- بيلاروس
- بلجيكا
- البرازيل
- بلغاريا
- كندا
- تشيلي
- الصين
- كولومبيا
- كرواتيا
- كوبا
- قبرص
- جمهورية التشيك
- الدنمارك
- مصر
- إستونيا
- فرنسا
- جورجيا
- ألمانيا
- اليونان
- المجر
- آيسلندا
- الهند
- إندونيسيا
- إيران
- العراق
- أيرلندا
- إسرائيل
- إيطاليا
- اليابان
- كازاخستان
- لاتفيا
- ليتوانيا
- ماليزيا
- المكسيك
- المغرب
- ناميبيا
- هولندا
- النرويج
- بيرو
- بولندا
- البرتغال
- رومانيا
- روسيا
- السعودية
- صربيا
- سلوفاكيا
- كوريا الجنوبية
- إسبانيا
- السويد
- سويسرا
- تايلاند
- تونس
- تركيا
- أوكرانيا
- الإمارات العربية المتحدة
- المملكة المتحدة
- الولايات المتحدة
- الأوروغواي
- فيتنام

## معرض الصور

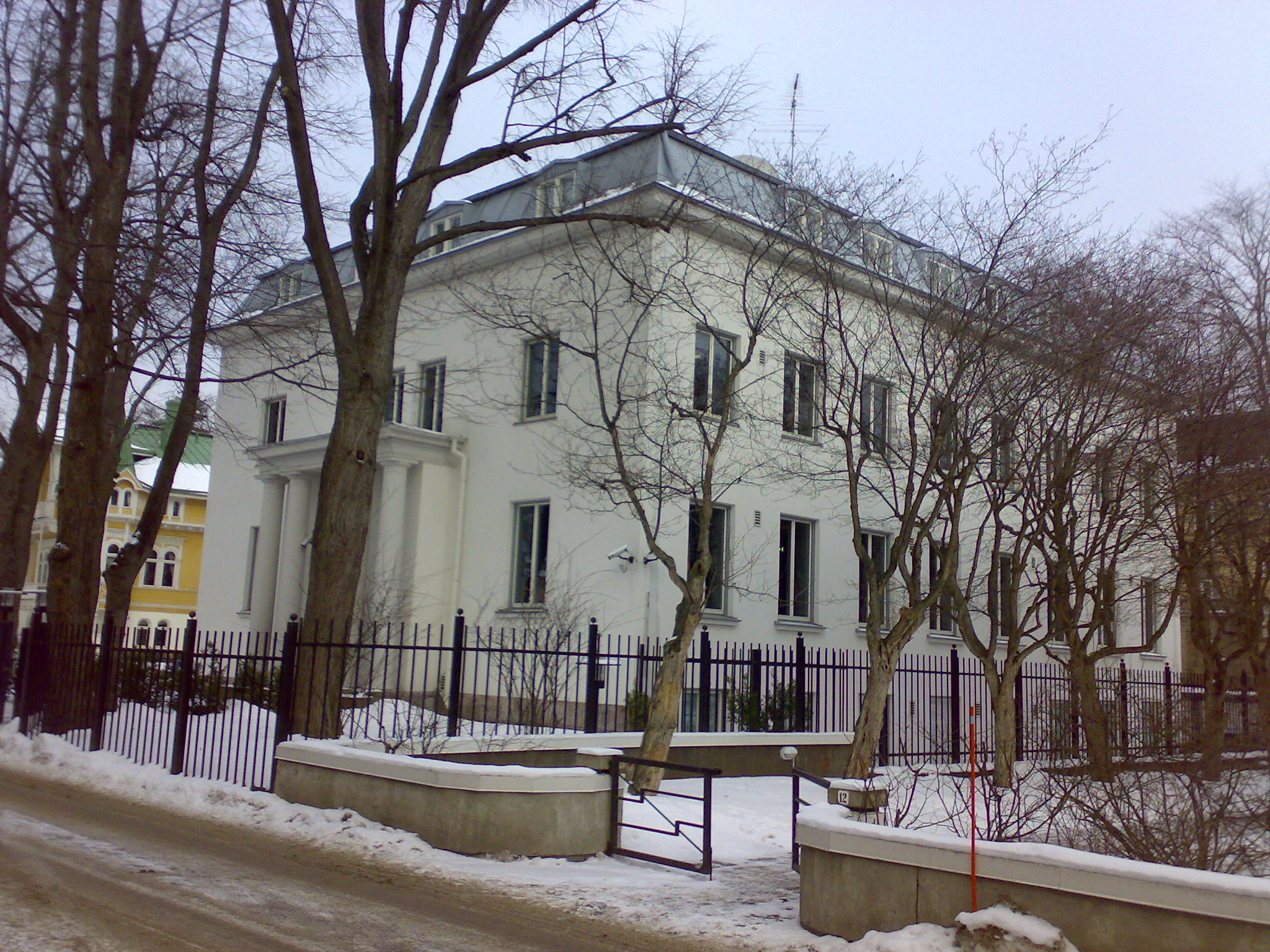
سفارة استونيا
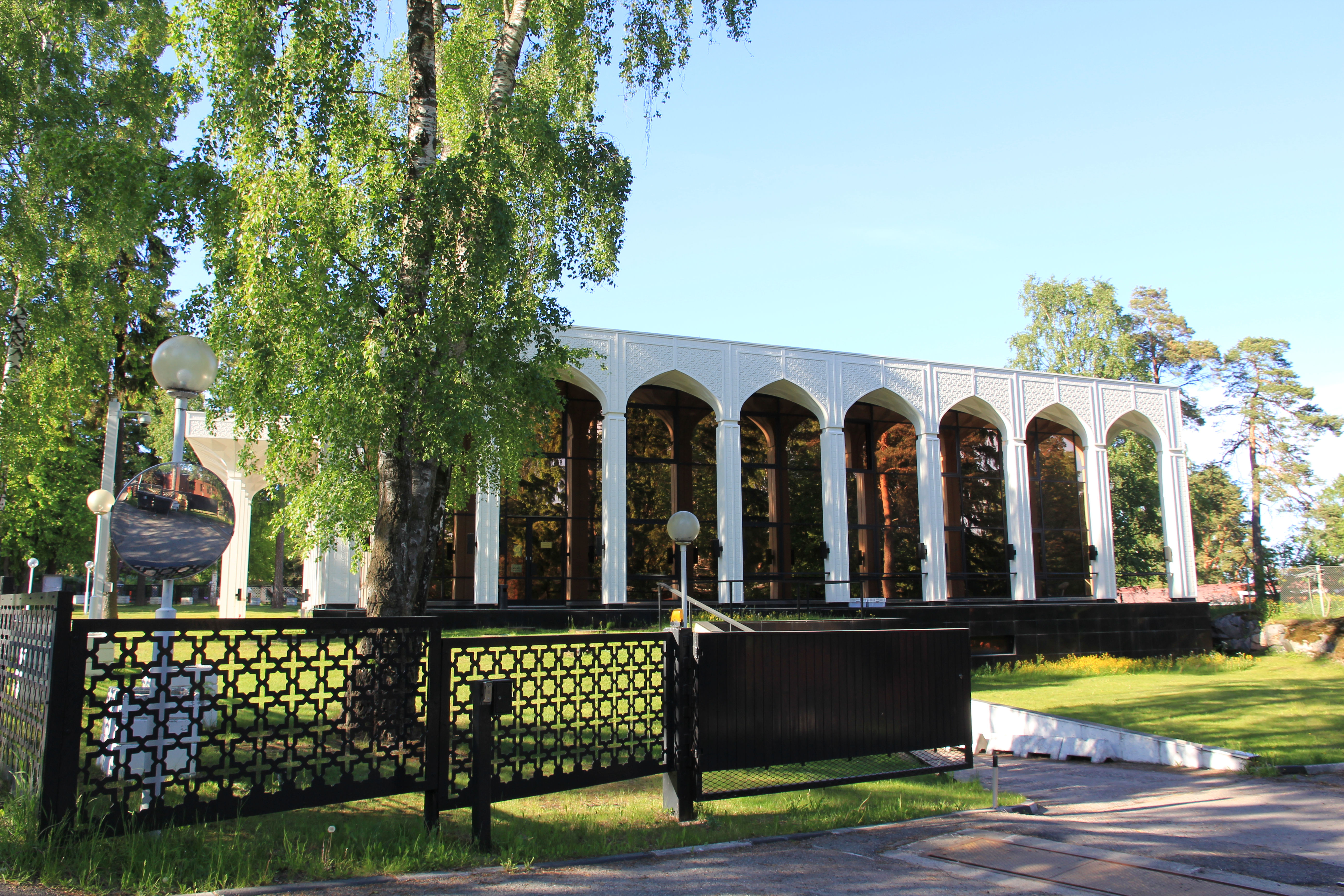
سفارة العراق
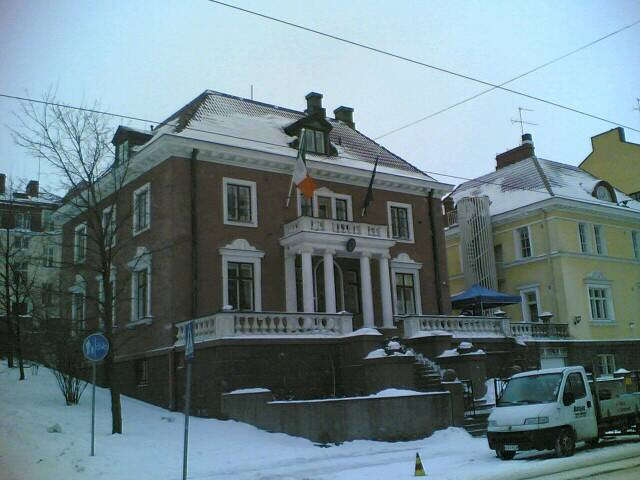
سفارة ايرلندا
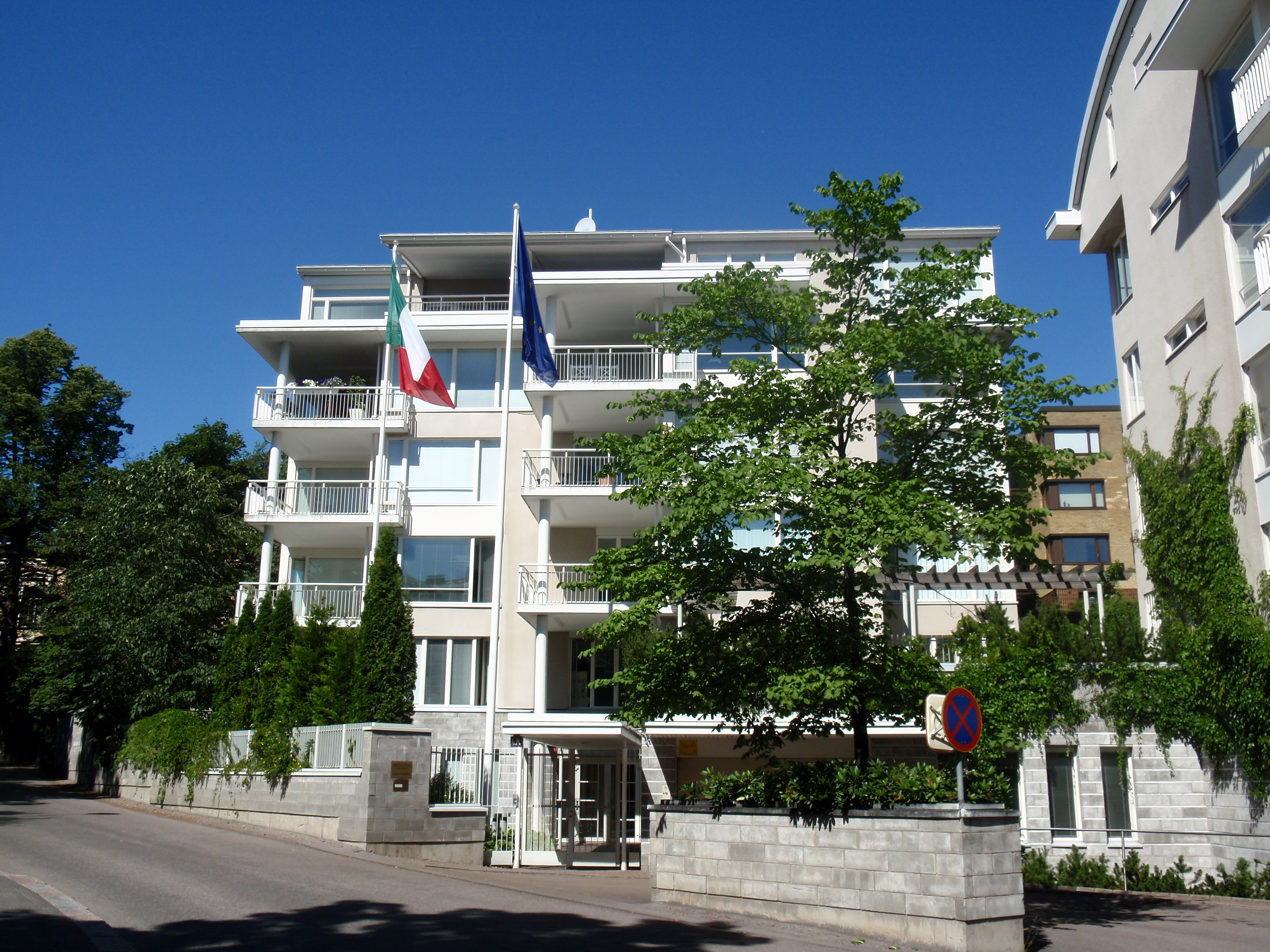
سفارة ايطاليا
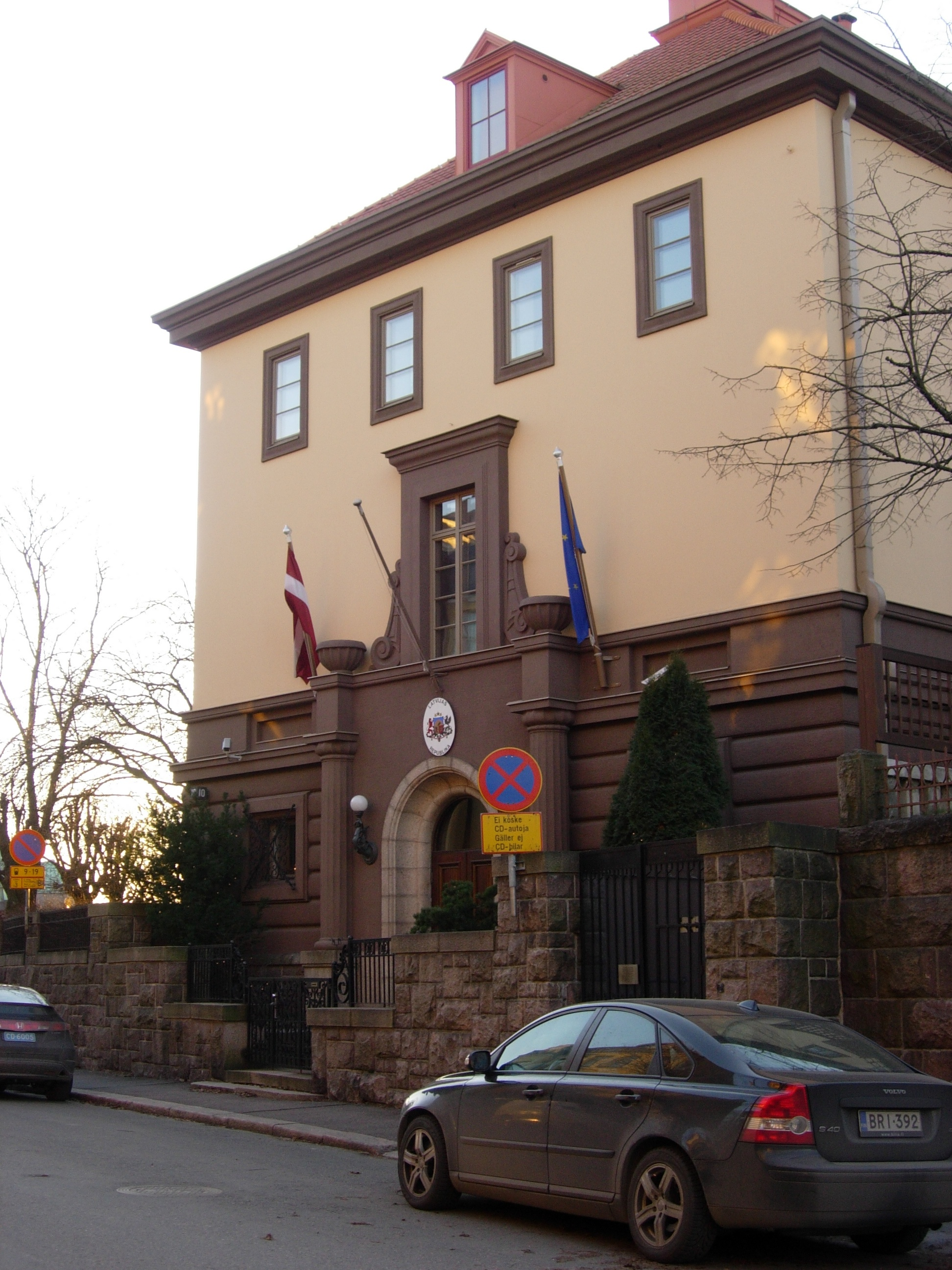
سفارة لاتفيا
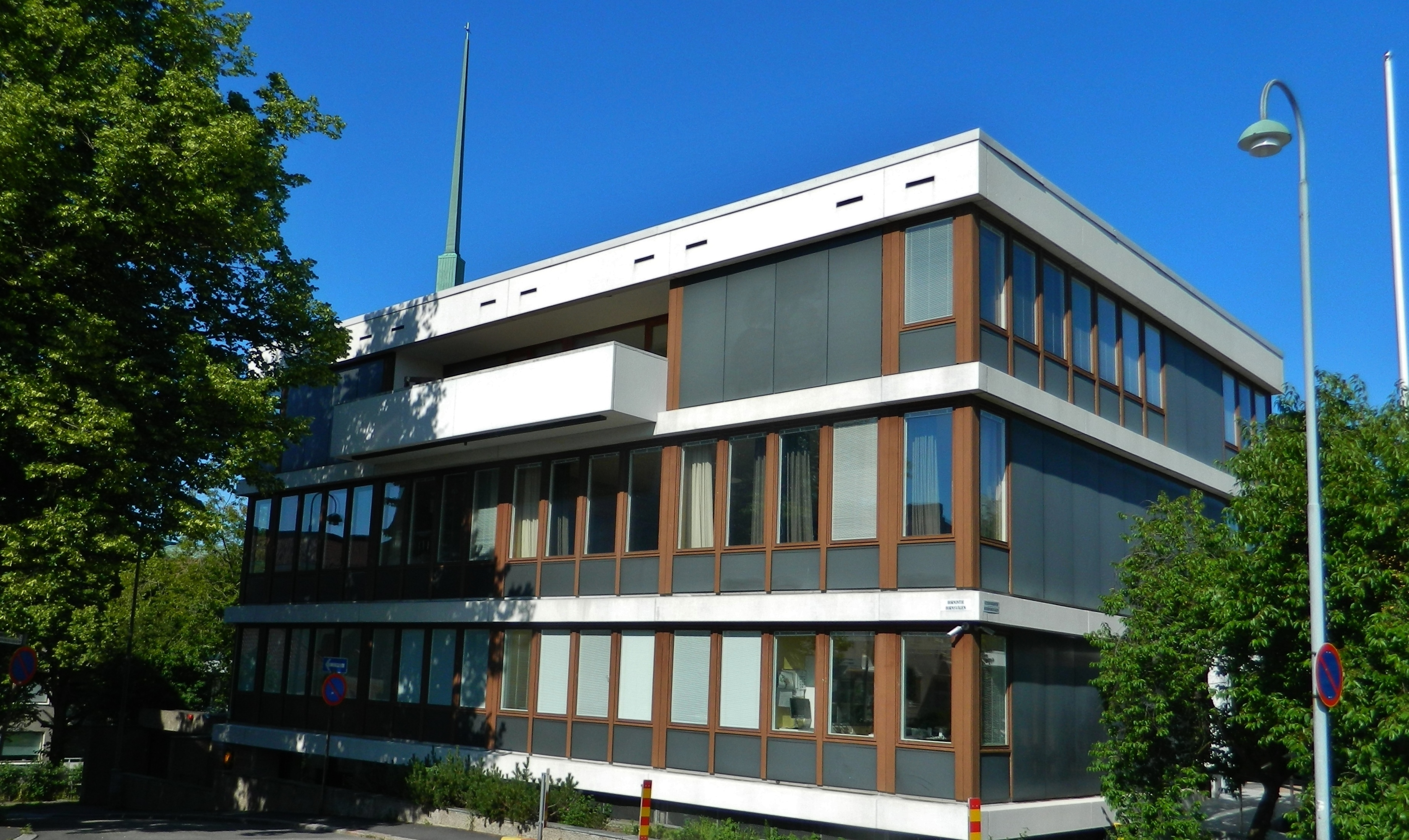
سفارة النرويج
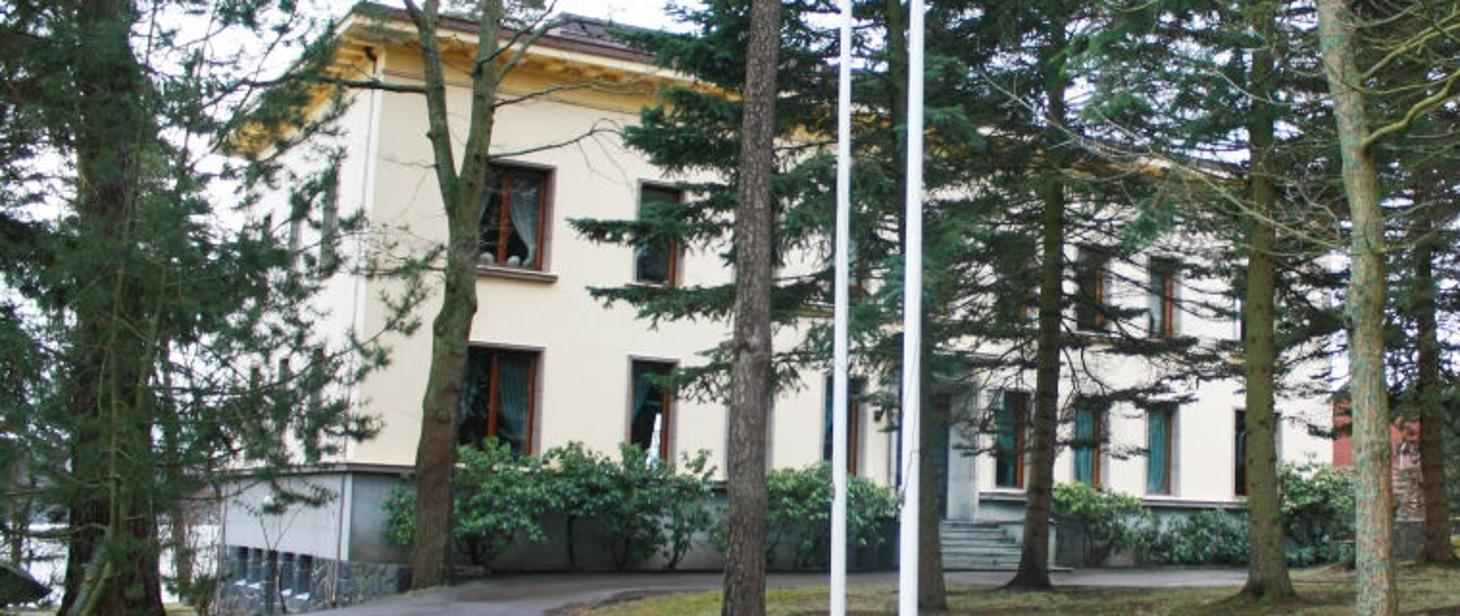
سفارة بولندا
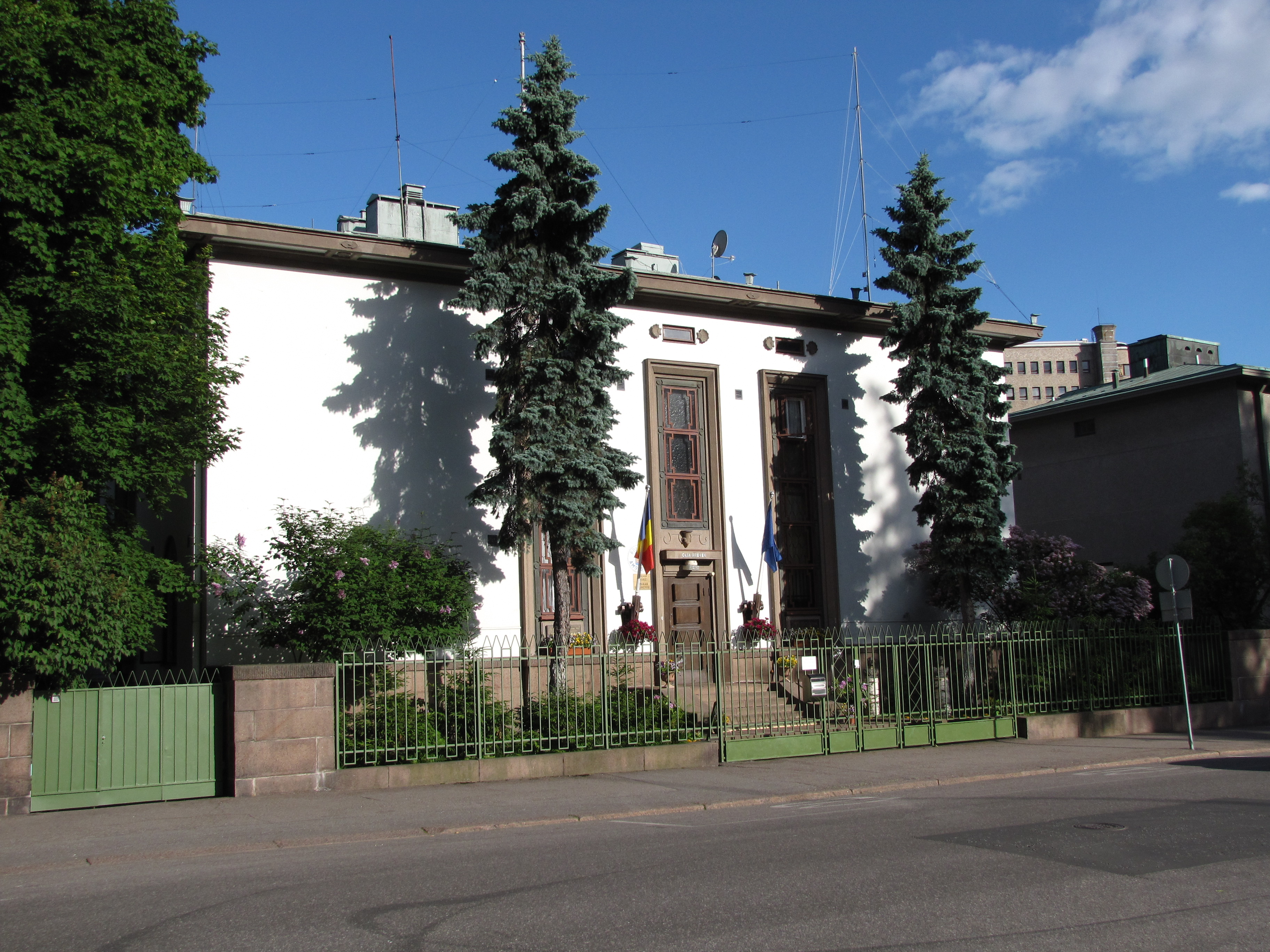
سفارة رومانيا
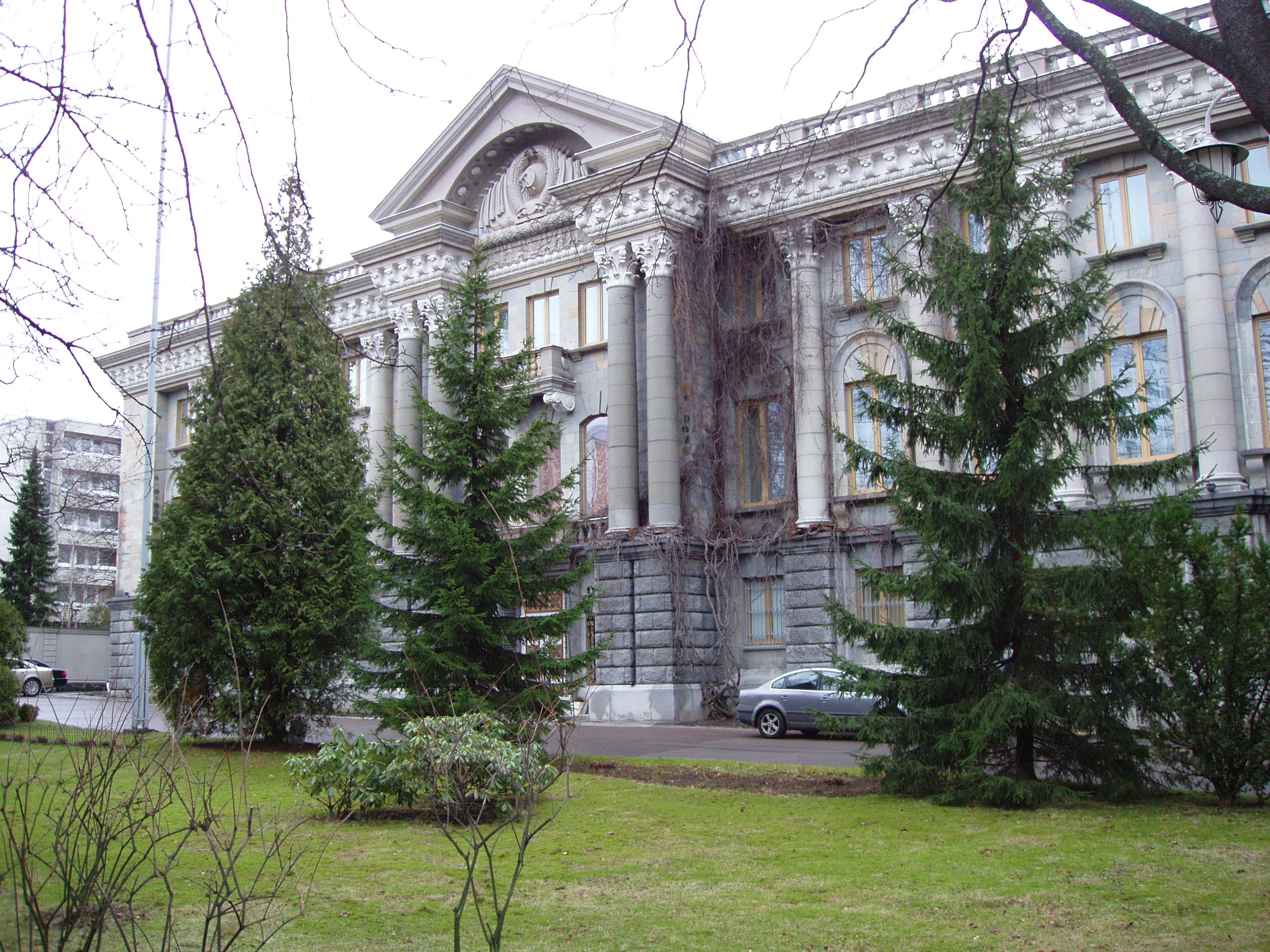
سفارة روسيا
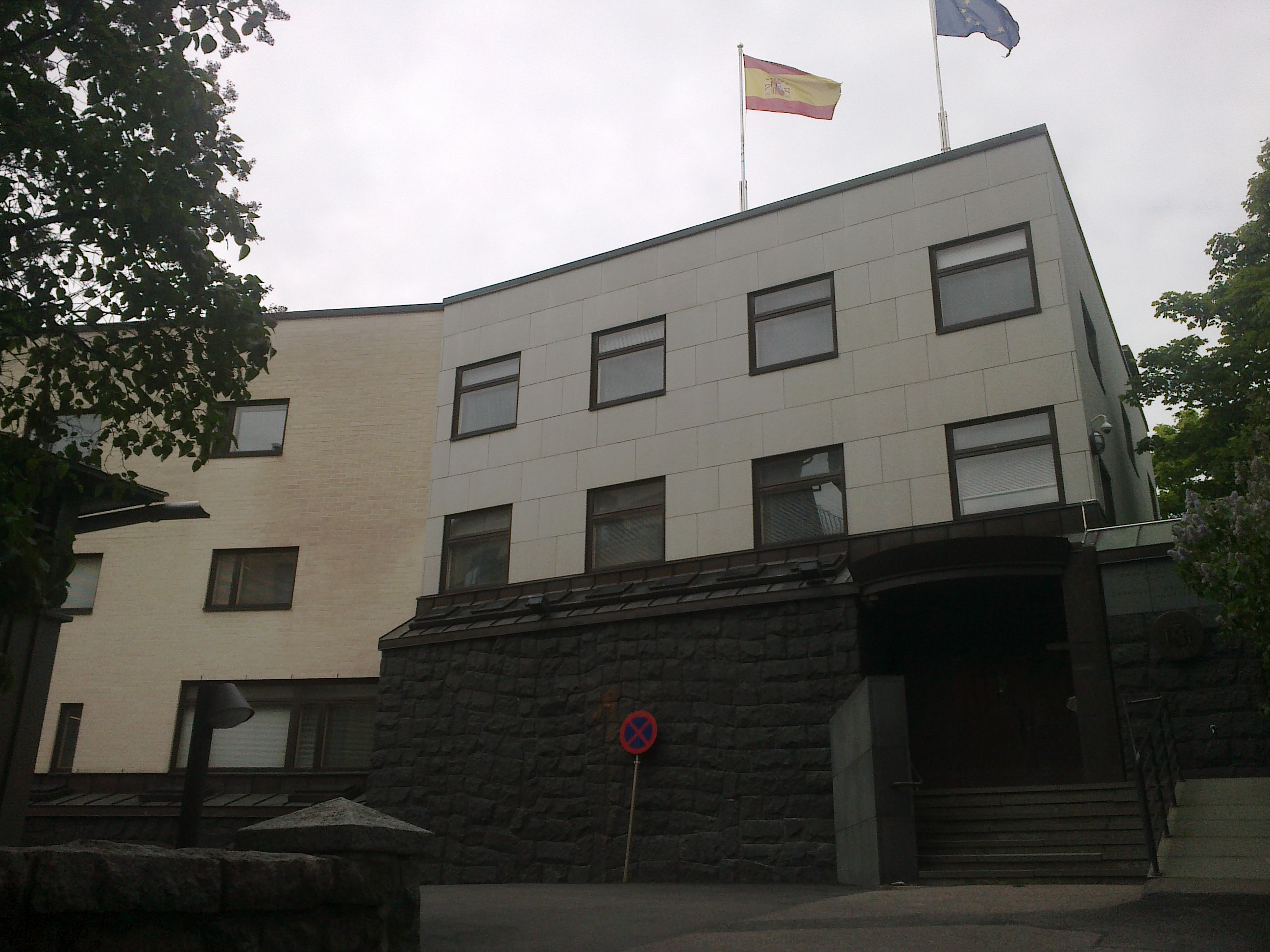
سفارة اسبانيا
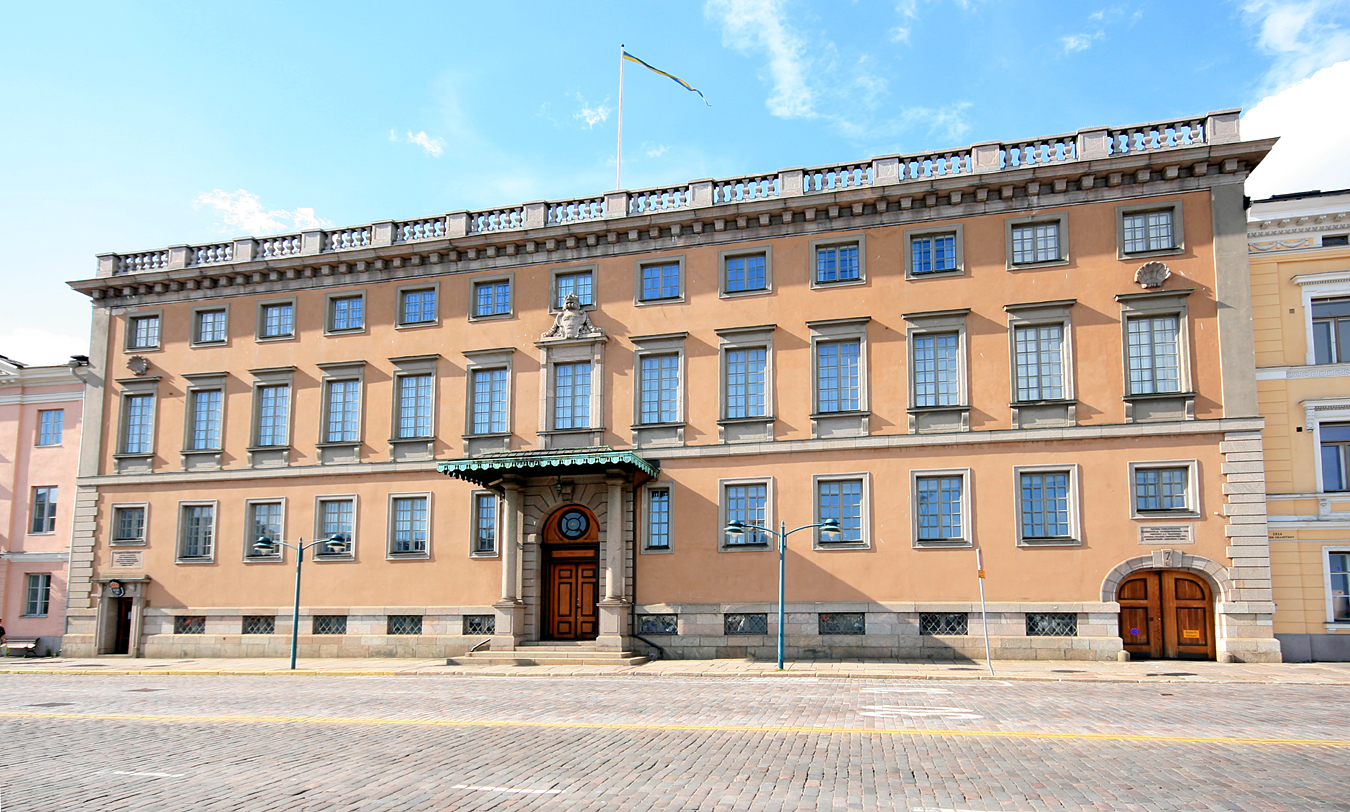
سفارة السويد
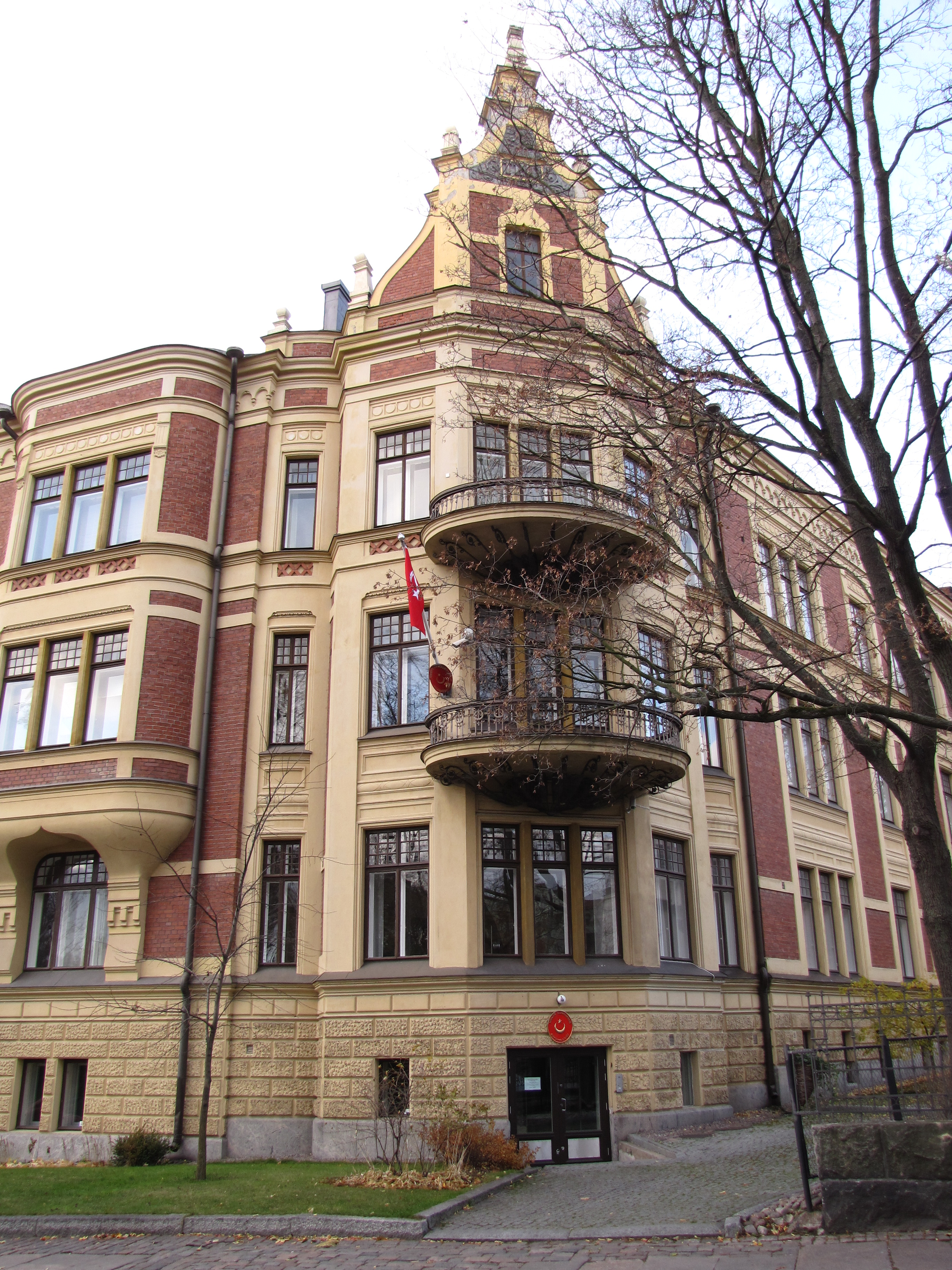
سفارة تركيا
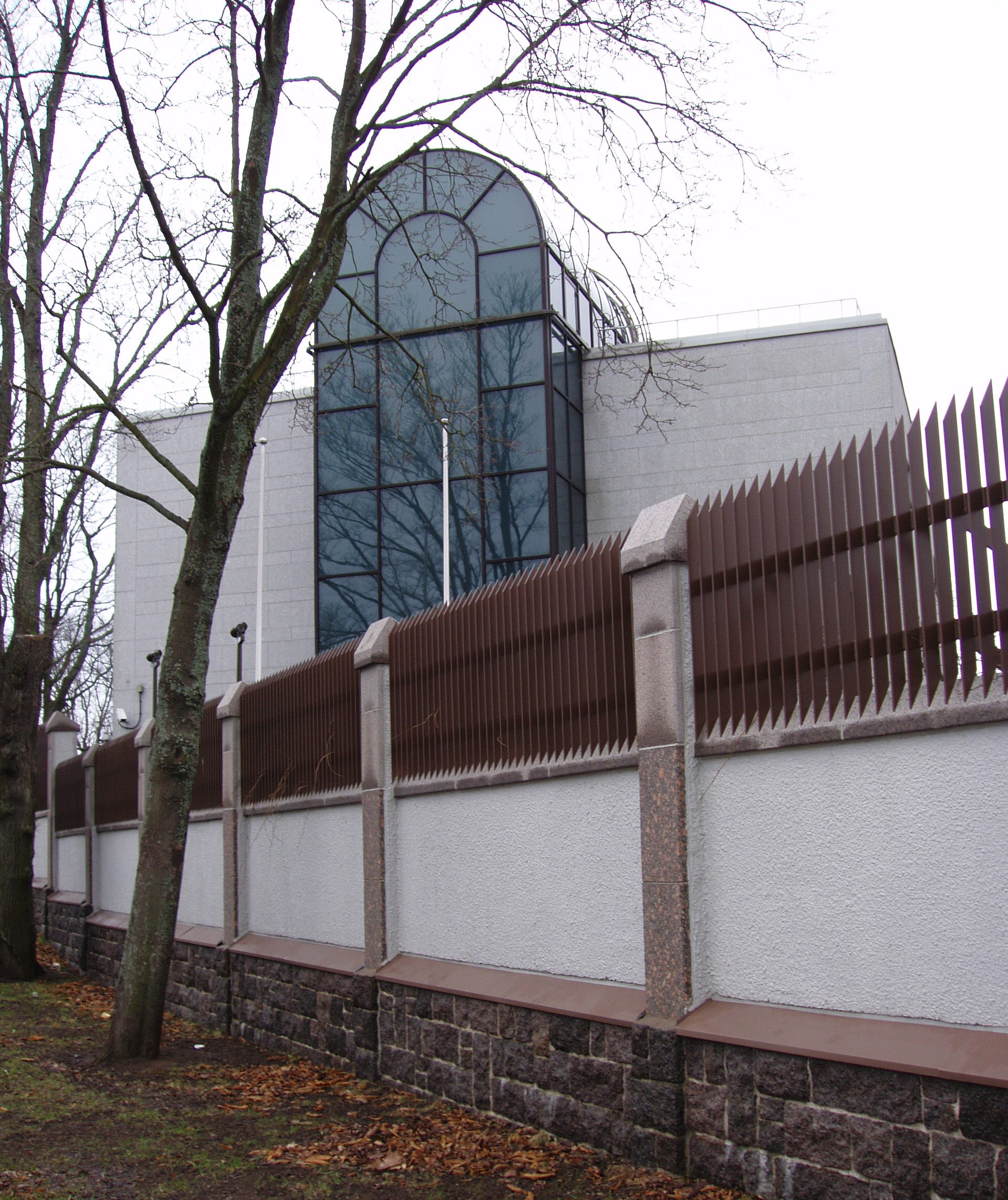
سفارة المملكة المتحدة
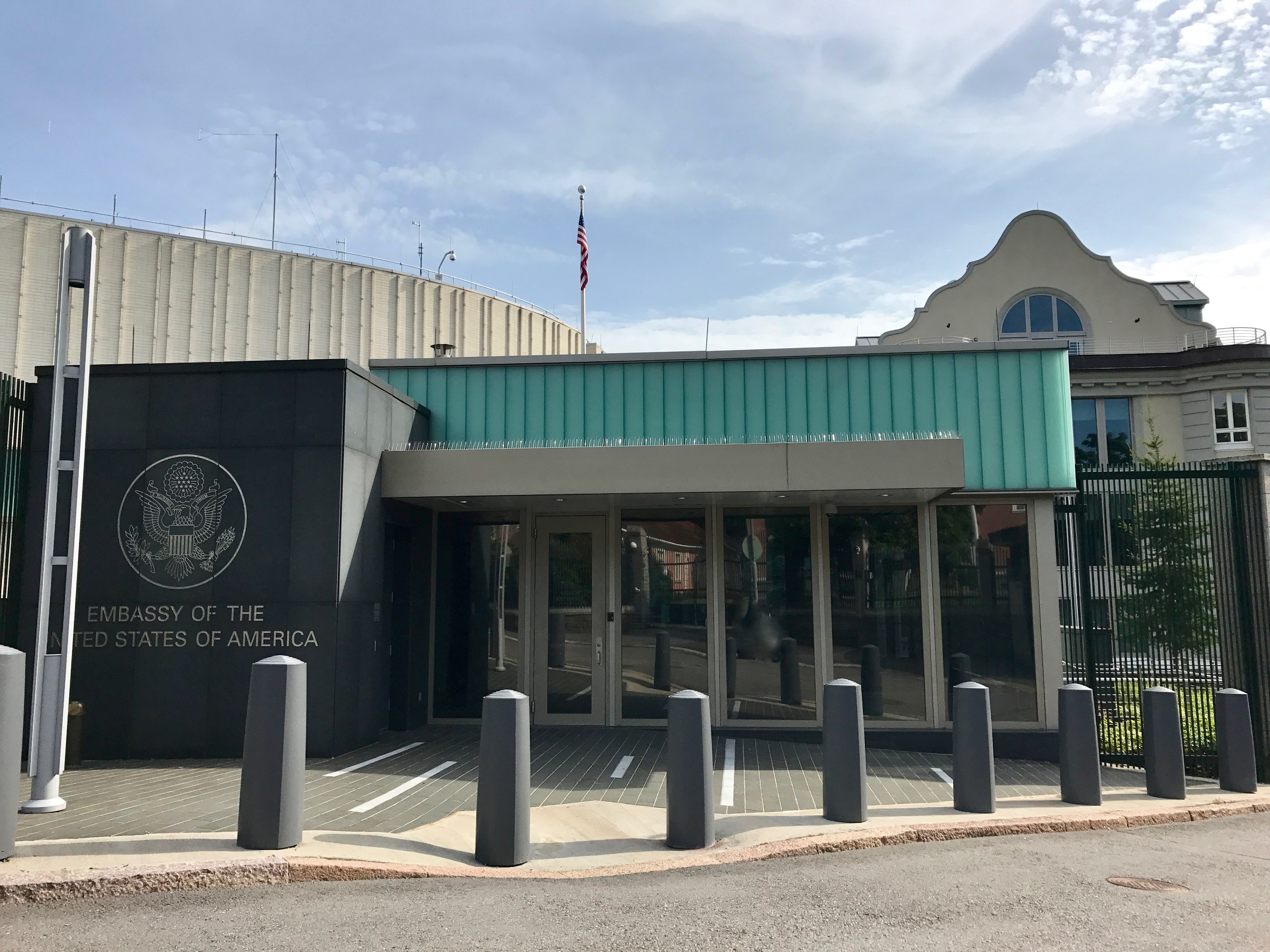
سفارة الولايات المتحدة

## القنصليات / القنصليات العامة

### ماريهامن[2]
- روسيا (قنصلية)
- السويد قنصلية عامه)

### توركو[2]
- روسيا (قنصلية عامة)

## السفارات السابقة
- نيكاراغوا
- كوريا الشمالية (اغلقت 1998)[3]
- الفلبين
- سلوفينيا (اغلقت 2012)[4]
- جنوب إفريقيا (اغلقت 2021)[5]
- فنزويلا

## ملحوظات
| أ. | ^كوسوفو هي موضوع نزاع إقليمي بين جمهورية كوسوفو وجمهورية صربيا. وقد أعلنت جمهورية كوسوفو الاستقلال من جانب واحد في 17 فبراير 2008، ومع ذلك استمرت صربيا في المطالبة كجزء من أراضيها السيادية الخاصة. ثم بدأت الحكومتان في تطبيع العلاقات في عام 2013 كجزء من اتفاقية بروكسل. وقد تم الإعتراف بكوسوفو كدولة مستقلة من قبل 108 عضو من أعضاء الأمم المتحدة من أصل 193 عضو. |

## روابط خارجية
- البعثات في فنلندا